# Al Dubin
Alexander Dubin, detto Al (Zurigo, 19 giugno 1891 – New York, 11 febbraio 1945), è stato un paroliere statunitense.
Al Dubin è nato a Zurigo in una famiglia di Ebrei russi emigrata negli Stati Uniti dalla Svizzera quando aveva l'età di due anni.
È noto in particolare per le sue collaborazioni con il compositore italo-statunitense Harry Warren. I due autori hanno vinto l'Oscar alla migliore canzone nell'ambito dei Premi Oscar 1936 per il brano Lullaby of Broadway, incluso nel film Donne di lusso 1935 (Gold Diggers of 1935).

## Partecipazioni a colonne sonore
Lista parziale.
- Rivista delle nazioni (1929)
- Cercatrici d'oro (1929)
- Sally (1929)
- Hold Everything (1930)
- She Couldn't Say No (1930)
- Quarantaduesima strada (1933)
- Viva le donne! (1933)
- Il museo degli scandali (1933)
- La danza delle luci (1933)
- La moglie è un'altra cosa (1934)
- Wonder Bar (1934)
- Abbasso le donne (1934)
- L'universo innamorato (1934)
- Canzoni appassionate (1935)
- Donne di lusso 1935 (1935)
- Broadway Gondolier (1935)
- Stars Over Broadway (1935)
- L'ammiraglio (1935)
- Amore in otto lezioni (1936)
- Mr. Dodd Takes the Air (1937)
- Gold Diggers in Paris (1938)
- Garden of the Moon (1938)
- La taverna delle stelle (1943)